# (27995) 1997 WL2
1997 دابليو أل 2 (ويعرف أيضًا باسم (27995) 1997 دابليو أل 2 وفق تسمية الكوكب الصغير) (بالإنجليزية: 1997 WL2)‏ هو كويكب ضمن حزام الكويكبات؛ وترتيبه 27995 من حيث الاكتشاف.
اكتُشف هذا الجُرم الفلكي بواسطة تاكاو كوباياشي في 23 نوفمبر 1997.

## وصلات خارجية
- (27995) 1997 WL2 في قاعدة بيانات مختبر الدفع النفاث لأجرام النظام الشمسي الصغيرة

- الاكتشاف · مخطط المدار ·  العناصر المدارية · المعلمات المادية

- (27995) 1997 WL2 على موقع ويكي سكاي: DSS2, SDSS, GALEX, IRAS, Hydrogen α, X-Ray, Astrophoto, Sky Map, Articles and images